# 조지 메테스키
조지 피터 메테스키 (1903년 11월 2일–1994년 5월 23일)는 1940년대, 50년대 뉴욕 시 공공 장소에 폭탄을 설치하여 미친 폭탄마로 더 잘 알려졌던 사람이다. 탄에 남아 있었다 휴대 전화 부스,사물함,그리고 화장실에서 공공 건물을 포함하여, 그랜드 센트럴 터미널, 미국, 라디오 시티 음악당, 뉴욕 공공도서관, 포트 오소리티 버스 터미널 및 RCA 건물, 지하철 내 전화 부스와 사물함, 공공장소의 화장실에 폭탄을 설치하였으며, 또한 미수에 그친 영화관에 설치하기도 하였다.
범행 이전, 산업 재해로 인한 분노와 억울해 했던 메데스키는 적어도 33회 이상 폭탄을 설치하였고 그 중 22차례 폭발로 15명 이상 부상당했다. 그가 신문사에 보낸 단서들로 초기 범죄자 프로파일링 기법으로 체포되었다. 체포 후 정신 이상자로 판명되어 정신병원으로 이감, 치료에 전념하였다.

## 산업 재해
세계 1차 대전이 일어나자, 메테스키는 미국 해병대에 지원해 전기 전공자로 상하이의 미국 영사관에서 복무했다. 집으로 돌아온 그는, 미혼인 여동생들과 코네티컷주 워터베리에 거주하며 컨솔러데이티드 에디슨 자회사에 기계공으로 근무하였다. 1931년, 메테스키는 회사의 헬 게이트 내 발전기 청소부로서 근무하고 있었다. 근무 중 보일러 역화로 인한 폭발에 휩싸여 유독 가스에 질식했다. 사고로 인하여 메테스키는 장애를 겪게 되었고 26주 간 병가 급여를 받은 후 해고되었다. 사고로 인해 폐렴에서 결핵이 되었다고 주장했으나 컨솔러레이티드 에디슨은 제출 기한이 지났다는 이유로 근로자 보상을 거부했다. 이후 세 차례의 항소를 했으나 기각되었다. 1936년 말, 그는 보상 사건에서 회사의 검사와 증언한 세 명의 직장 동료에 적개심이 커졌는데, 회사의 구미에 맞게 위증해주어 기각이 되었다고 믿었기 때문이다.
이후 메테스키는 1940년 11월 16일, 맨해튼에 위치한 컨솔러데이티드 에디슨 발전소 창턱에 폭탄을 처음 설치했다.

## 폭탄

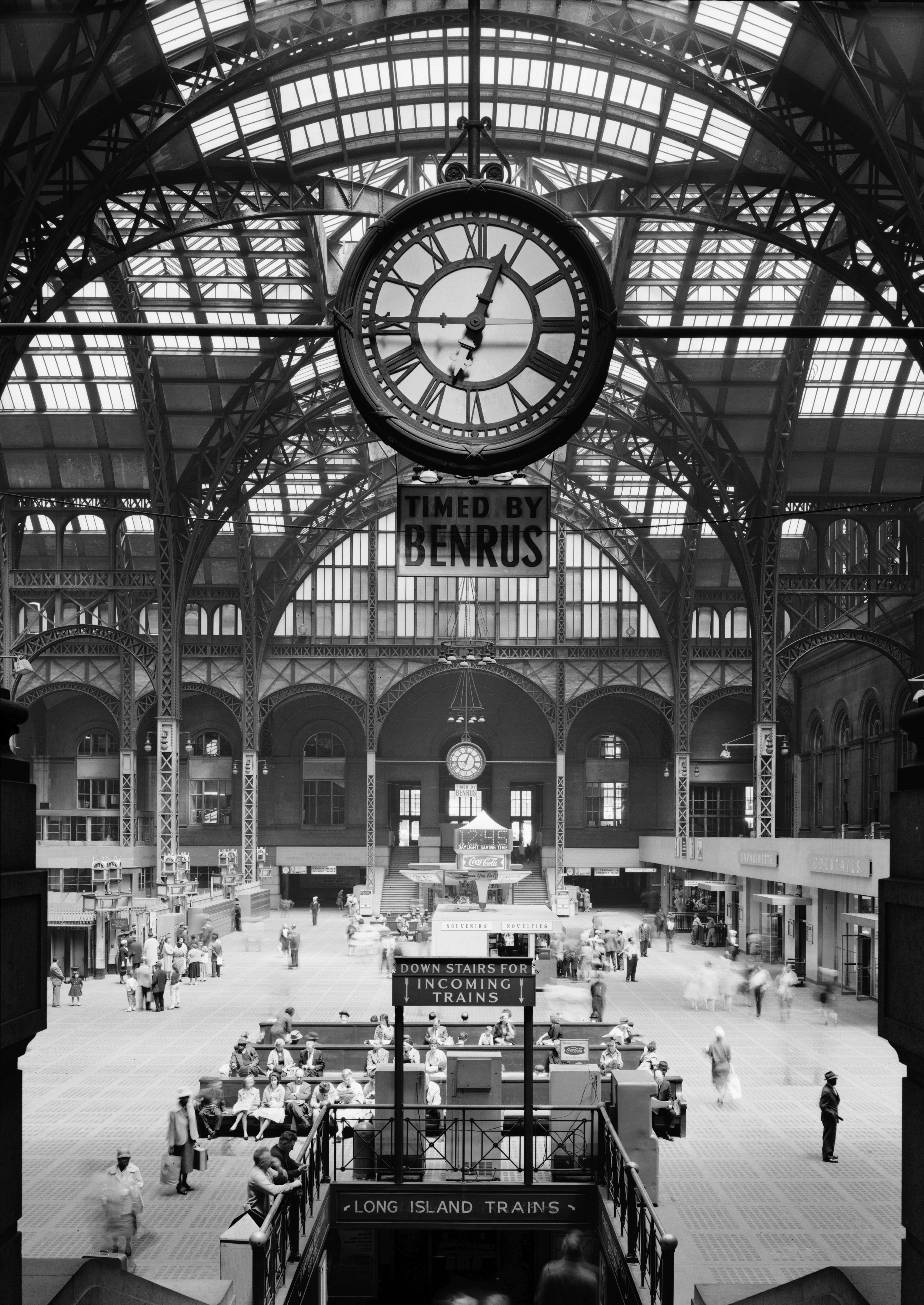
펜실베이니아 역

그가 처음 설치한 두 폭탄들은 작은 관심을 끌었지만, 1951년부터 임의의 장소에 폭탄을 설치하기 시작 해 도시를 공포에 떨게 하였고 이에 뉴욕시 경찰은 조사하기 시작했다. 메테스키는 종종 자신이 폭탄 설치한 곳에 협박 전화를 걸었으나 설치한 곳을 알리지 않으며, 신문사를 통해 폭탄을 더 설치할 것이라고 협박했다. 일부 폭탄은 메모와 함께 설치하기도 했는데, 동기를 밝히지 않거나 특정 위치에 설치한 이유를 밝히지도 않았다.
메테스키의 폭탄은 10-25cm부터 1-5cm에 이르는 화약으로 채운 파이프 폭탄을 제조했는데, 대개 타이머로 손전등 배터리와 싸구려 회중시계를 이용하였다. 조사관들은 폭발 지점에서 순모 양말을 찾을 수 있었는데 메테스키는 줄곧 양말에 폭탄을 넣어 가져오거나 때로는 선로나 예상 지점에 폭탄을 매달아 놓기도 했다.
1940년부터 1956년 사이, 메테스키는 33개의 폭탄을 설치, 그 중 22개가 터져 15명이 부상당했다.

### 1940년-1941년
메테스키의 첫 폭탄은 대충 만들었는데, 짧은 황동 파이프에 화약을 채워넣고, 손전등 배터리와 설탕으로 점화 장치를 구성했다. 이어 나무 도구 상자에 넣어 컨솔러데이티드 에디슨 발전소 창틀에 뒀으나 폭발 전 발견되었다. 폭발물과 함께 "F.P"란 서명과, 독특한 인쇄 문자로 써진 메모가 발견되었다. 메모엔 이렇게 써져있었다.
콘 에디슨 사기꾼들 - 선물이야.CON EDISON CROOKS – THIS IS FOR YOU.

일부 조사관들은 폭발물과 함께 있던 메모로 보아 의도적인 불발탄이었는지 의심하였다.
1941년 9월, 첫 폭탄과 비슷한 점화 장치로 구성된 폭탄이 컨솔러데이티드 에디슨 본사에서 5 블록 떨어진 길가에서 발견되었다. 메모는 없었고 또한 불발탄이었다. 경찰은 당초 경찰관을 노린 폭발물으로 보이나 폭발 설정을 않고 간 것으로 추정했다.

미국이 제2차 세계 대전에 참전한 직후인 1941년 12월, 경찰은 대문자로 된 편지를 받았다:
나의 애국적인 감정이 결정케 했어. 전쟁 기간에는 폭탄을 더 만들지 않을 거야. 후에 악랄한 행위를 저지른 죗값을 치러야 할 콘 에디슨을 심판할거야... F.P.
 I WILL MAKE NO MORE BOMB UNITS FOR THE DURATION OF THE WAR – MY PATRIOTIC FEELINGS HAVE MADE ME DECIDE THIS – LATER I WILL BRING THE CON EDISON TO JUSTICE – THEY WILL PAY FOR THEIR DASTARDLY DEEDS... F.P.

### 1951년-1956년
공언한 대로, 메테스키는 1941년부터 1951년 사이에 폭탄을 설치하지 않는 대신 경찰서와 신문사, 일반 시민과 콘 에디슨에 괴상한 편지와 엽서를 보내기 시작했다. 필체 감정하던 조사관들은 인쇄 문자로 된 편지에서 G 와 Y 의 이상한 모양으로 보아 유럽식 교육을 받은 사람으로 보았다. 마지막으로 발견된 폭탄 이후 오랜 공백 기간을 가진 뒤 더 개량된 새로운 폭탄이 발견되자 조사관으로 하여금 범인이 군 출신이라고 생각케 했다.
다시 폭탄을 설치하게 된 메테스키는 목표로 주로 공공 건물을 택하였고, 여러 차례 나누어 폭탄을 설치했다. 그랜드 센트럴 터미널, 펜실베이니아 역 (각각 다섯 차례), 라디오 시티 뮤직 홀 (세 차례), 뉴욕 공립도서관, 포트 오소리티 버스 터미널 (각각 두 차례) RCA 빌딩 등 공공 건물의 전화 부스 및 사물함, 화장실에 폭탄을 설치하였다. 뿐만 아니라 뉴욕 지하철에도 폭탄을 설치하였으며 메테스키는 한 제지당한 영화관에도 폭탄을 설치하였다.

#### 1951년
3월 29일, 메테스키는 개량된 첫 폭탄이 그랜드 센트럴 터미널에서 통근 시각에 폭발하였으나 부상자는 없었다. 폭탄은 터미널 지하에 있던 그랜드 센트럴 오이스터 바&레스토랑 근처 재떨이 안에 설치되었다. 이어 4월, 뉴욕 공립도서관 전화 부스에서 두 번째 폭탄이 터졌으며, 8월에는 그랜드 센트럴의 전화 부스에서 또 폭발이 일어났으나 두 차례 모두 부상자는 없었다.
이어 메테스키는 컨솔러데이티드 에디슨 본사 전화 부스에 폭탄을 설치, 폭발하였으나 부상자는 없었다. 또한 뉴욕 화이트 플레인스에 위치한 콘 에디슨에 한 차례 우편으로 폭탄을 보냈으나, 폭발하지 않았다.

10월 22일, 뉴욕 헤럴드 트리뷴은 인쇄 된 활자 편지를 받았다.
내게 악랄한 잣대를 들이댄 컨솔러데이티드 에디슨 사를 심판할 때까지 폭탄은 계속될 것이다. 나에겐 모든 수가 있다. 내게 정의를 바라는 다른 이들을 위해 폭탄을 통해 보여줄 생각이다.BOMBS WILL CONTINUE UNTIL THE CONSOLIDATED EDISON COMPANY IS BROUGHT TO JUSTICE FOR THEIR DASTARDLY ACTS AGAINST ME. I HAVE EXHAUSTED ALL OTHER MEANS. I INTEND WITH BOMBS TO CAUSE OTHERS TO CRY OUT FOR JUSTICE FOR ME.

편지엔 경찰에게 타임스 스퀘어 내 파라마운트 극장과 펜실베니아 역을 지목하였다. 극장엔 폭탄이 발견되어 제거하였고 펜실베니아 역 전화 부스엔 아무것도 발견되지 않았다.

11월 28일 IRT 14번가 지하철 역에 위치한 동전 사물함에서 폭발이 일어났으나 아무도 다치지 않았다. 그해 말, 헤럴드 트리뷴은 또 다른 협박 편지를 받았다:
당신의 도시에 폭탄이 있단 걸 알고 있나: 두렵다면, 또한 누군가 다친다면 유감이다. 허나 어쩔 수 없다. 심판이 따를테니까요. 나는 온전하지 못하다. 그리고 콘 에디슨의 사죄를 받기 위해 이 짓을 하는 거다. 그래, 그들은 자신들의 악법에 후회할 것이다. 나는 그들을 재판대에 올릴 것이고 여론은 그들을 비난할테지. 조심해라. 곧 또 다른 폭탄을 가까운 시일 내 극장 좌석 아래에 설치할 거다. F.P.HAVE YOU NOTICED THE BOMBS IN YOUR CITY – IF YOU ARE WORRIED, I AM SORRY – AND ALSO IF ANYONE IS INJURED. BUT IT CANNOT BE HELPED – FOR JUSTICE WILL BE SERVED. I AM NOT WELL, AND FOR THIS I WILL MAKE THE CON EDISON SORRY – YES, THEY WILL REGRET THEIR DASTARDLY DEEDS – I WILL BRING THEM BEFORE THE BAR OF JUSTICE – PUBLIC OPINION WILL CONDEMN THEM – FOR BEWARE, I WILL PLACE MORE UNITS UNDER THEATER SEATS IN THE NEAR FUTURE. F.P.

#### 1952년
3월 19일, 포트 오소리티 버스 터미널 내 전화 부스에서 폭탄이 터졌으나 부상자는 없었다. 6월과 12월엔 렉싱턴 로우 극장 내 좌석에서 폭발하였다. 12월 폭발로 한 사람이 다쳤는데, 메테스키 폭탄의 첫 부상자였다. 이로 인해 경찰은 신문사에 폭탄범의 서체를 인쇄하지 말 것을 요청하였고 초기 폭발로 인해 과소 평가했으나 현재 대중들이 잡히지 않은 "미친 폭탄마"에 대해 시작했다.

#### 1953년
라디오 시티 음악당 및 캐피톨 극장에서 폭탄이 터졌으나 부상자는 없었다. 또 다시 그랜드 센트럴 터미널 내 오이스터 바 근처에 있던 동전 사물함에서 폭발했으나 부상자는 발생하지 않았다. 경찰은 폭탄에 관해 "관심받고 싶어하는 머저리"표 폭탄이라고 묘사했다. 이어 펜실베이니아 역 내 사물함에선 불발탄이 발견되었다.

#### 1954년
3월. 그랜드 센트럴 터미널 내 남자 화장실 세면대 뒤에 숨겨져 있던 폭탄으로 인해 3명이 부상당했다.
이어 포트 오소리티 버스 터미널 전화 부스에서 부상자 없이 폭발하였고, 보수 공사 중이던 펜실베이니아 역 전화 부스에서 또 다른 폭탄이 발견되었고 제거되었다.
11월 7일, 6,200명의 관객을 수용하는 라디오 시티 음악당에선 빙 크로스비의 화이트 크리스마스를 관람하던 중, 15번째 줄에 있던 좌석 밑에 폭탄이 터져, 4명의 후원자가 부상당했다. 폭발은 주변에서만 들을 수 있을만큼 두꺼운 커버로 인하여 작게 들렸다. 영화가 계속 상영되는 동안, 부상자들은 인근 응급실로 후송되었고 현장에 있던 50여 명의 사람들은 극장 뒷편으로 자리를 옮겼다. 상영 종료 후 무대 인사가 끝난 1시간 반 뒤, 경찰은 폭발 지점의 150석을 봉쇄하였고, 증거를 찾기 시작했다.

#### 1955년
브루클린에 위치한 IRT 서터 에비뉴 지하철역 플랫폼에서 폭발했으나 부상자는 없었다. 메이시스 백화점 1층 전화 부스 아래에 매달린 폭탄이 터졌으나 부상자는 없었다. 또한 펜실베이니아 역에서도 부상자 없이 두 차례 폭탄이 터졌는데, 하나는 사물함, 하나는 전화 부스에서 터졌다. 이후 협박 전화 후에 라디오 시티 음악당에서 폭탄이 발견되었다.
록시 극장에선 후원 좌석에 폭탄이 떨어졌으나 폭발하진 않았다. 이어 파라마운트 극장 좌석에서 폭발하였으나, 폭탄 파편으로 인해 후원자의 신발이 날라갔을 뿐 부상입지는 않았다. 조사관들은 극장 폭탄 사건들에서 몇 몇 좌석에 있던 작은 펜나이프를 발견했다. 그들은 폭파범이 제지되거나 심문당할 경우 대비해 구비한 것으로 추정했다. 12월, 그랜드 센트럴 남자 화장실에서 사상자 없이 폭발하였다.

#### 1956년
펜실베니아 역 남자 화장실 변기에 있던 폭탄이 터져, 74세 노직원이 중상을 입었다. 젊은 사람이 발견하여 알리자, 직원이 배관 청소 도구로 제거하려다 폭발하였다. 조사관들은 변기 파편 중 시계 틀과 모직 양말을 발견했다.
록펠러 센터 내 RCA 건물에 근무하던 경비원이 전화 부스 내 5인치 정도의 파이프 조각을 발견했다. 또 다른 경비원은 배관 수리에 유용하겠다 생각해 뉴저지에 위치한 집으로 가져갔고, 다음 날 이른 아침, 주방에서 폭발하였으나 아무도 다치지 않았다.
12월엔, 1500석을 수용하는 브루클린 파라마운트 극장에서 두 차례 폭발이 일어나 6명이 부상을 입어 그 중 한명은 중상을 입었다. 이로 인해 엄청난 뉴스 보도와 세간의 주목을 끌었다. 다음 날, 경찰청장 스티븐 P. 케네디는 소위 "경찰서 역사 상 가장 큰 범인 수색"을 주문했다.

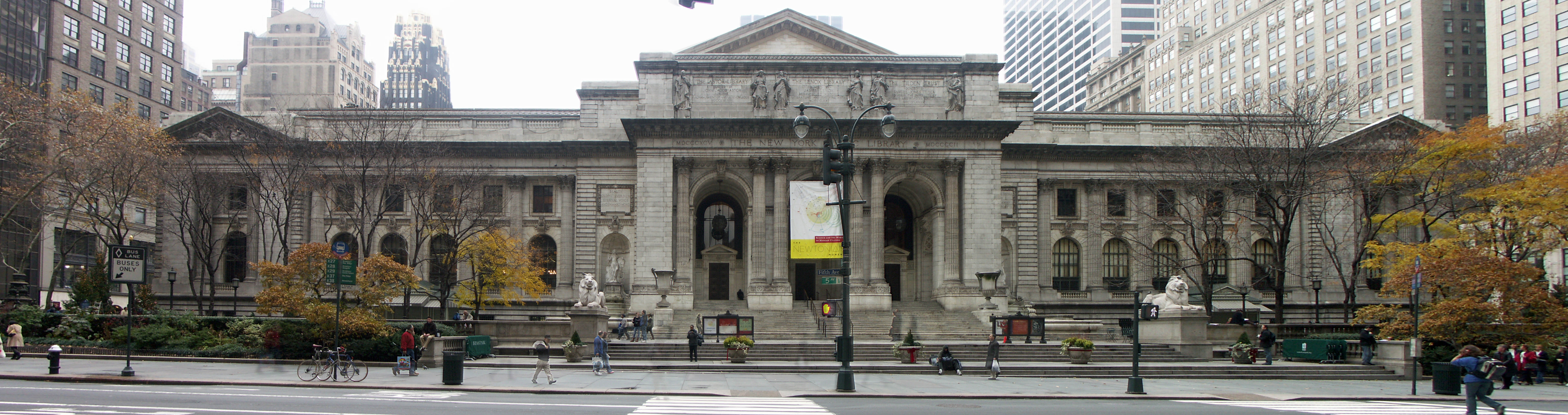
뉴욕 공립도서관

12월 24일에는, 뉴욕 공립도서관 직원은 전화 부스에서 동전을 떨어뜨려 줍다 선반 밑면에 자석으로 매달린 고동색 양말을 발견했다. 양말엔 양쪽 모두 나사 캡으로 마감된 철제 파이프가 있었다. 다른 직원들과 의논 후 창문을 통해 브라이언트 공원 쪽으로 던졌고, 현장엔 폭탄 제거반과 경찰관 및 수사관으로 구성된 60명의 뉴욕 경찰이 출동했다. 그 다음 달엔 뉴욕 저널 아메리칸 지에 편지를 통해, 메테스키는 공립 도서관 폭탄이 자신이 했음을 자처하며 게다가 같은 주에 타임스 스퀘어 파라마운트 좌석 안에서 한 달 전에 설치한 것으로 보이는 폭탄이 발견되었다.

### 1957년: 발각
1957년 1월 메테스키의 체포 8개월 후, 경찰은 아직 발견하지 못한 폭탄을 조사했는데, 마침 렉싱턴 로우 극장 내 파손된 좌석의 커버를 교체하던 직원에 의해 발견되었다. 메테스키는 세 개 중 마지막 폭탄을 렉싱턴 로우 극장에 설치했다고 주장했었다. 처음 설치한 두 폭탄은 각각 1952년 6월, 12월에 폭발하였고, 12월 폭발에서는 한 명이 부상당했다. 로우 극장 내 발견으로, 메테스키가 설치했다 주장한 12개의 폭탄 중 2개의 위치가 의문이었으나 이후 하나는 이스트 리버의 콘 에디슨 부지, 7번가와 47번가에 엠버시 극장에서 발견되었다.
세 번째 로우 극장 폭탄이 발견과 더불어, 경찰은 더 이상 폭탄이 없음에 만족할 정도로 남은 두 지역을 철두철미하게 수색하였다고 덧붙이며 "미친 폭탄마" 사건을 종결시켰다.

## 수색
수사 기간 동안, 경찰이 내린 일반적인 이론으론 범인은 '회사에 원한을 가진 전 콘 에디슨 직원'이었다. 콘 에디슨의 취직 기록을 검토했으나, 수백 가지의  단서나 제보, 괴짜 편지가 계속됐다. 형사는 수사 범위를 넓혀, 소송 기록 및 정신 병력, 폭탄 제조를 가르치는 직업 학교 등을 조사했다. 시민들은 수상한 이웃이나 폭탄에 관해 잘 아는 동료들을 고발하였다. 모든 것을 확인해야 했고. 폭탄 수사를 전문으로 하는 폭탄 수사 기관을 설립했다.
1956년 4월, 서는 '40세 이상, 화이트 플레인스에서 우편을 보내며, 선반 또는 드릴 프레스 (파이프 폭탄 제조)를 할 수 있는 숙련된 기계공' 그리고 "뿌리 깊게 컨솔러데이티드 에디슨 사를 증오하는 사람"이라고 단서가 담긴 수배서를 배포했다. 경고 표시와 함께 범인이 제조 및 설치했던 파이프 폭탄과 유사한 사진을 첨부했다. 경찰은 또한 범인의 독특한 편지의 샘플을 배포하며 의심가는 사람이 있으면 신고해달라고 하였다. 범인이 우편을 보낼 때 선호하는 화이트플레인스의 운전면허지원서를 검토하였고, 범인의 편지와 유사성 있는 사람이 500명으로 추려지자 조사 명목으로 이름을 뉴욕 경찰에 전송했다.
1956년 12월 2일, 브루클린 파라마운트의 폭발로 연이은 뉴스 보도와 세간의 주목을 받는다. 다음 날, 경찰청장 스티븐 P. 케네디는 "서 역사상 가장 큰 범인 수색"을 주문했다. 범인의 행동에 대해 "광기를 용납될 수 없다"며 범인을 체포하는 누구에게나 "즉시 승진"을 공언하며, 직속 지휘관에겐 모든 대원에게 절대적으로 생포의 중요성을 알리라고 지시했다.
1956년 12월 27일, 뉴욕 예산 위원회와 순경자선단체는 범인 체포 현상금으로 $26,000을 걸었다.

## 체포
폭탄의 세 번째 편지에 담긴 예정일과 조지 메테스키의 사고 날짜가 일치하자, 경찰이 있었다. 1957년 1월 21일 월요일 자정 직전, 워터베리 경찰이 합류하여 뉴욕 경찰 네 명이 수색영장을 들고 메테스키의 집을 찾았다. 경찰은 필체본을 보여주면서 글자 G를 써보라고 시키자, 메테스키는 G를 쓰고 고개를 들며, "왜 여기 왔는지 안다. 내가 미친 폭탄마라 생각하는군"이라고 말했다. 형사가 "F.P."가 무슨 의미인지 묻자, "F.P.는 페어플레이"라고 말했다.
메테스키가 형사들을 창고 작업실로 데려가자 작업 선반을 찾았다. 이후 집을 다시 수색한 결과, 찬장에서 숨겨둔 파이프 및 폭탄 연결관 뿐만 아니라 세 개의 싸구려 회중 시계와 손전등 배터리, 동단자 조각들과 폭탄을 옮길 때 사용했던 것과 비슷한 독특한 양말들을 찾았다. 잠옷 차림으로 조사에 응했던 메테스키는 이후 워터베리 경찰 본부로 조사받으러 가기위해 단추가 달린 더블 브레스트 정장을 입고 나왔다.

## 심문
메테스키는 체포 후 조사관에게 콘 에디슨 사고로 "화학 공격을 받았다"며 이로 인해 폐렴이 생겼고, "부당한 대우"를 받았기에 폭탄을 설치하기 시작했다고 진술했다. 경찰이 조사한 32개의 폭탄 위치를 확인하면서도, "폭탄"이란 단어를 쓰지 않으면서 각 장소에 따라 놓인 "장치"의 크기와 설치한 날짜를 정확히 기억했다. 그런 다음, 경찰이 발견하지 못한 콘 에디슨에 놓은 모든 폭탄과 발견하지 못한 초기 15개 폭탄 크기와 날짜와 장소 목록을 진술했다.  콘 에디슨 폭탄 보도가 신문에 보도되지 않자, 자신이 회사로부터 겪은 "부당함"의 여론을 얻고자 공공 장소에 폭탄을 설치하기 시작했다고 밝혔다. 또한 그는 미국이 제2차 세계대전에 참여할 동안 폭탄을 놓지 않은 것에 대해 전 해병대 출신이자 "애국적인 이유"로 폭탄을 놓지 않았다고 밝혔다.
수색 과정에서, 경찰은 여느 폭탄보다 위력을 강하게 만드려던 것으로 보이는 폭탄 부품을 찾았고, 메테스키는 이에 관해 뉴욕 콜로세움에 설치하려 했다고 설명했다.

## 기소
메테스키는 32개의 폭탄 설치한 혐의를 인정했다. 이후 대배심이 경찰 전문가 및 부상자들로 구성된 35명의 증인의 증언을 검토 후, 살인 시도, 폭발로 의한 건물 훼손 등 총 47개 혐의로 기소되었다. 공소시효에 따라 앞선 5년 사이 부상자 7명을 근거, 7차례 살해 혐의로 기소되었다. 메테스키는 정신 검사를 받았던 맨해튼의 벨루 병원에서 재판을 위해 법정으로 연행되었다.

## 정신병원 수감
정신과 전문가인 사무엘 S. 리보위츠와의 면담 후, 결핵 환자인 메테스키에 관해 편집증적 정신분열증 판정을 내렸다. 이어 "정신적, 육체적으로 치료가 어렵고 희망이 없다"고 덧붙이며, 소송무능력자이며 광기가 있다고 진단했다. 1957년 4월 18일, 리보위츠는 메테스키를 맷트완 정신병원에 입원 조치를 내렸다.
메테스키는 말기 결핵으로 인해 몇 주 밖에 못살 거란 예상관 달리, 병원에 입원했다. 이후 1년 반 동안의 치료 후 건강해지자, 45년 후 신문 기사엔 메테스키는 "활기차고 건강한" 68세 노인으로 묘사되었다.
병원 수감 기간 동안, 저널-아메리칸은 보상 변호사 바솔로뮤 제임스 오루크를 선임하여, 재해 인정이 되지 않은 1931년 사고에 대해 그 당시 메테스키가 정신적으로 불안정했음에 따라 그의 권리를 잘 몰랐다는 근거로 항소했다. 허나 항소는 기각되었다.
메테스키는 정신과 치료에 반응이 없었으나, 모범수였고 아무런 문제를 일으키지 않았다. 그는 정기적으로 동생들을 면회했으며, 가끔 브뤼셀이란 사람에게 자신이 의도적으로 사람을 죽이지 않게끔 설치한 점을 지적했다.

## 석방
1973년, 미국 대법원은 정신 질환을 앓고 있는 메테스키에 대해, 위험 요소가 발견되지 않는 한 뉴욕 주립 교정부가 운영하는 병원 입감을 불허한다고 판결을 내렸다. 메테스키는 배심원 재판없이 정신병원에 수감된 이후, 교정 시설인 크리모어 정신병원으로 이감되었다.
이후 의사들은 메테스키가 선고받은 25년 최고형 중 3분의 2를 보내 위험하지 않다고 판단, 1973년 12월 13일, 메테스키는 정기적으로 집 인근에 있는 코네티컷 주립 정신 병원을 방문하는 조건으로 석방되었다.

석방에 관한 인터뷰에 의사는 그는 폭력을 않기로 약속했지만, 여전히 콘솔리데이티드 에디슨 사에 대한 분노와 적개심을 재확인했다고 밝혔다. 또한 폭탄을 설치하기 전, 아래와 같이 말했다.
난 시장, 경찰청장, 신문에게 900통의 편지를 썼지만 싸구려 엽서 하나 되받지 못했소. 이어 신문사에 찾아가 광고면에 게재하려고 했으나, 모두 거절했소. 나는 할 수 없이 대중에 알린 것 뿐이오.I wrote 900 letters to the Mayor, to the Police Commissioner, to the newspapers, and I never even got a penny postcard back.  Then I went to the newspapers to try to buy advertising space, but all of them turned me down.  I was compelled to bring my story to the public.

워터베리에 있는 집으로 돌아온 메테스키는 이후 20년 뒤, 90세의 나이로 사망했다.

## 추가 인용
- The Mad Bomber of New York, The Extraordinary True Story of the Manhunt that Paralyzed a City. Greenburg, Michael M., Union Square Press, 2011. ISBN 1-4027-7434-6
- Incendiary: The Psychiatrist, The Mad Bomber and the Invention of Criminal Profiling. Cannell, Michael, Minotaur Books, 2017. ISBN 978-1250048943